# Laurent Petitgand
Laurent Petitgand (Laxou, 28 settembre 1959) è un compositore, polistrumentista, cantante e attore francese.
Nel corso della sua carriera ha utilizzato diversi soprannomi, nomignoli e pseudonimi: L. Petitgand, L. Petitgang, Laurie Petigand, Lori P, Loory Petigang, Loory Petitgand, Loory Petitgang, Loorie Petit Gand e Little G'love. È fratello del musicista Dominique Petitgand.

## Biografia
Cresciuto in una famiglia numerosa (9 figli), canta dai 7 ai 14 anni come solista in un coro religioso, prima di intraprendere il suo percorso artistico da autodidatta prima da solo e poi in gruppo che crea con Dick Tracy, con il quale compone la sua prima colonna sonora nel 1985 per Tokyo-Ga di Wim Wenders, segnando l'inizio di una proficua collaborazione.
Parallelamente alla scrittura di canzoni che esibisce, compone per la danza e per il teatro, in particolare per Angelin Preljocaj Liqueurs de chair, Amer America e per Camilla Saraceni Hélène d'Euripide. 
Scrisse alcuni testi per Alain Bashung con "Les grands voyageurs", e alcuni arrangiamenti per Christophe "Comme si la terre penchait".
Dopo aver interpretato il ruolo di direttore d'orchestra dell'"Alekan Zirkus" in Il cielo sopra Berlino, interpreta alcuni ruoli nei film di Solveig Dommartin, Pascal Remy, Christohe Le Masne, Kim Massee.
Ha poi curato e realizzato le musiche di numerosi progetti cinematografici. Tra le sue composizioni più note, da ricordare le colonne sonore di Così lontano così vicino (1993), Al di là delle nuvole (1995), La vita interiore di Martin Frost (2007).
Il suo successo arriva però nel 2006, quando firma le intense musiche dell'ultimo film di Paul Auster La vita interiore di Martin Frost, edito da CD Naïve. Dal giugno 2007, si è esibito nel concerto Fautes de frappes et Mauvaise Mine: accompagnato da Stephane Chalumeau alias Motif_r elettronico.
Nel dicembre 2014, le musiche firmate da lui per il film Il sale della terra, diretto da Juliano Ribeiro Salgado e Wim Wenders, sono state inserite nella longlist delle colonne sonore candidate agli Oscar.

## Discografia parziale

### Album
- 1987 - Les ailes du désir (Der Himmel über Berlin) (con Jürgen Knieper)
- 1988 - Musique Originale De Liqueurs De ChairLiqueurs de chair (come Loory Petitgang)
- 1989 - Fishes (come Laurie Petigand, con Geins't Naït)
- 1988 - Wings of Desire
- 1989 - Du sang sur le cou du chat (con R.W. Fassbinder, Camilla Saraceni)
- 1990 - Amer America (con Angelin Preljocaj)
- 1991 - Les Grands Voyageurs (come Loory Petitgang, con Alain Bashung e Osez Joséphine)
- 1991 - Sang neuf (con Christiane Blaise)
- 1992 - Hall de nuit (con Chantal Akerman, Camilla Saraceni)
- 1994 - Sirènes de luxe (con Luna)
- 1998 - Hélène d'Euripide (con Camilla Saraceni)
- 2004 - La Tournée Des Grands Espaces (come Loory Petitgand)
- 2009 - Gamines (con Toto Cutugno, Aline e Christophe)
- 2011 - Si J'avais Su, J'aurais Rien Dit (con Geins't Naït)
- 2014 - Je Vous Dis (come L. Petitgand, con Geins't Naït Ici, d'ailleurs...)

### Singoli
- Belongings, Possessions (con CFCF)

### Partecipazioni
- 1991 - AA.VV. Music to Be Murdered by con il brano Chi Wy Ku
- 1993 - AA.VV. Faraway, So Close!

## Filmografia

### Compositore

#### Cinema
- Tokyo-Ga, regia di Wim Wenders - documentario(1985)
- Appunti di viaggio su moda e città (Aufzeichnungen zu Kleidern und Städten), regia di Wim Wenders - documentario (1989)
- Arisha (Arisha, der Bär und der steinerne Ring), regia di Wim Wenders - cortometraggio (1992)
- Così lontano così vicino (In weiter Ferne, so nah!), regia di Wim Wenders (1993)
- À cran, regia di Solange Martin (1995)
- Al di là delle nuvole, regia di Michelangelo Antonioni, Wim Wenders (1995)
- I fratelli Skladanowsky (Die Gebrüder Skladanowsky), regia di Wim Wenders (1995)
- Fette Welt, regia di Jan Schütte (1998)
- Mémoire(s), regia di Gérard Cairaschi - cortometraggio (1999)
- Les inévitables, regia di Christophe Le Masne - cortometraggio (2001)
- Naturellement, regia di Christophe Le Masne - cortometraggio (2002)
- Mes copines, regia di Anne Fassio - cortometraggio (2002)
- Cowboy Angels, regia di Kim Massee (2006)
- Et alors, regia di Christophe Le Masne (2007) - cortometraggio
- La vita interiore di Martin Frost (The inner life of Martin Frost), regia di Paul Auster (2007)
- Un dernier silence, regia di Damien Boyer - cortometraggio (2007)
- Les gueules noires, regia di Rodolphe Bertrand, Marianne Tardieu - cortometraggio (2008)
- Ein Sonntag im Winter, regia di Hella Wenders - cortometraggio (2008)
- Ice People, regia di Anne Aghion - documentario (2008)
- Gamines, regia di Éléonore Faucher (2009)
- Alter und Schönheit, regia di Michael Klier (2009)
- Ferme les yeux, regia di Hélène de Saint-Père (2011)
- Bottle Shop, regia di Dorothée Perkins - cortometraggio (2012)
- 12 ans d'âge, regia di Frédéric Proust (2013)
- Sexy Dream, regia di Christophe Le Masne - cortometraggio (2014)
- Il sale della terra (The Salt of the Earth), regia di Juliano Ribeiro Salgado e Wim Wenders - documentario (2014)
- Repas de Famille, regia di Pierre-Henry Salfati (2014)
- Papa Francesco - Un uomo di parola (Pope Francis: A Man of His Word), regia di Wim Wenders - documentario (2018)

#### Televisione
- Le mas Théotime, regia di Christophe Le Masne - film TV (1995)
- Le secret de Julia, regia di Philomène Esposito - film TV  (1996)
- Les amants naufragés, regia di Jean-Christophe Delpias - film TV (2010)
- Les déferlantes, regia di Éléonore Faucher - film TV (2014)

### Colonna sonora
- Il cielo sopra Berlino (Der Himmel über Berlin), regia di Wim Wenders (1987)
- Fino alla fine del mondo, regia di Wim Wenders (1991)
- Così lontano così vicino (In weiter Ferne, so nah!), regia di Wim Wenders (1993)
- Lumière et compagnie, regia di AA.VV. - documentario (1995)
- Annie de Francia, regia di Christophe Le Masne - cortometraggio (2009)
- Il sale della terra (The Salt of the Earth), regia di Juliano Ribeiro Salgado e Wim Wenders - documentario (2014)
- Papa Francesco - Un uomo di parola (Pope Francis: A Man of His Word), regia di Wim Wenders - documentario (2018)

### Attore
- Il cielo sopra Berlino (Der Himmel über Berlin), regia di Wim Wenders (1987)
- Il suffirait d'un pont, regia di Solveig Dommartin - cortometraggio (1998)
- Les inévitables, regia di Christophe Le Masne - cortometraggio (2001)
- Moulin à paroles, regia di Pascal Rémy - cortometraggio (2001)
- Naturellement, regia di Christophe Le Masne - cortometraggio (2002)
- Mes copines, regia di Anne Fassio - cortometraggio (2002)
- Cowboy Angels, regia di Kim Massee (2006)
- Les gueules noires, regia di Rodolphe Bertrand, Marianne Tardieu - cortometraggio (2008)

### Tributi
- Fare un film è per me vivere, regia di Enrica Antonioni (1995)
- Coup d'éclat, regia di José Alcala (2011)